# Alois Mašek
Alois Mašek (19. března 1859 Klatovy – 25. dubna 1912 Německý Brod) byl rakouský a český lékař a politik, na počátku 20. století poslanec Českého zemského sněmu; starosta Klatov.

## Biografie

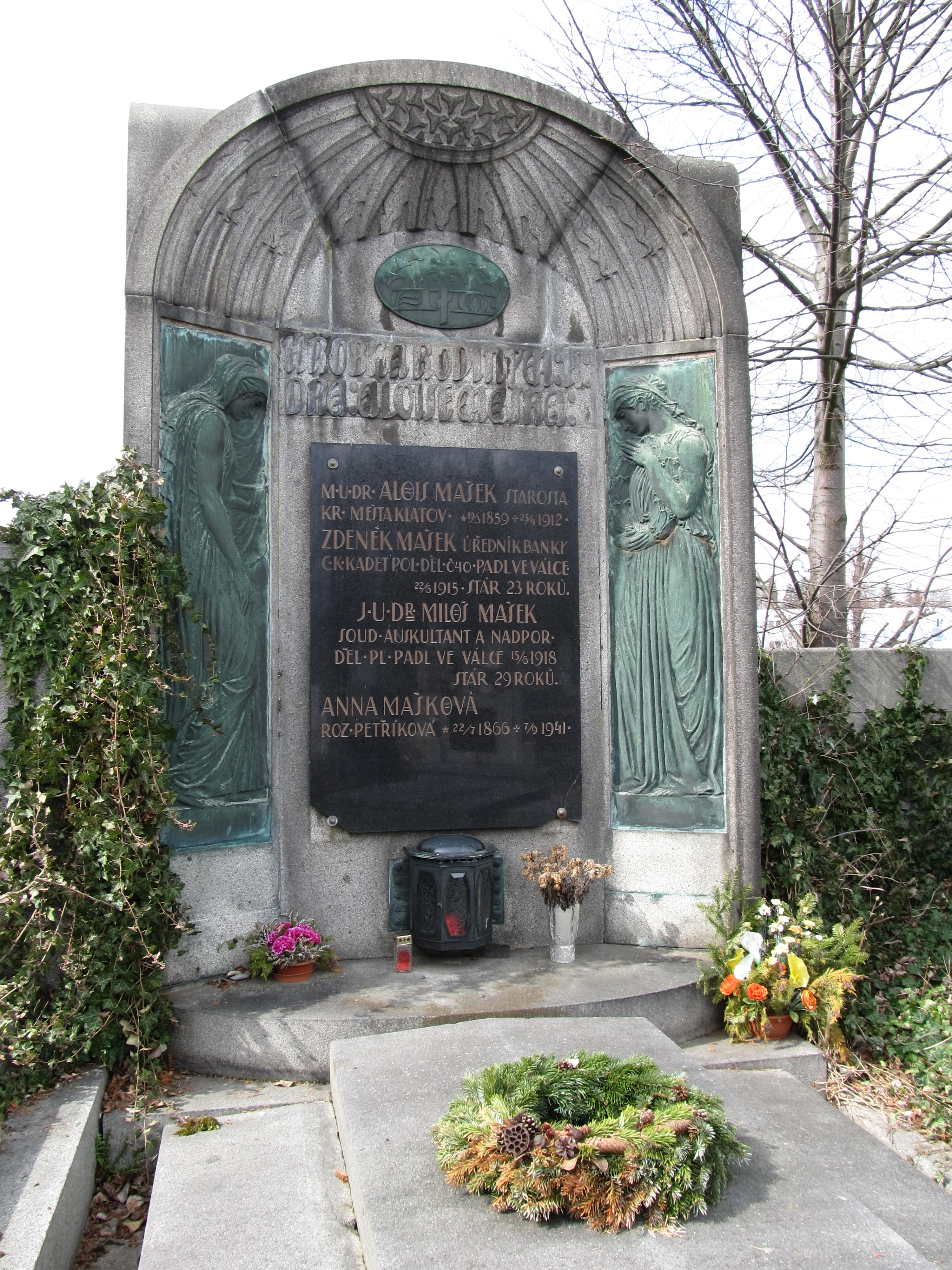
Hrobka Aloise Maška na hřbitově v Klatovech

Pocházel z klatovské mlynářské rodiny. Vystudoval klatovské gymnázium a medicínu na Vídeňské univerzitě, kde jeho učitelem byl Theodor Billroth a kde založil spolek českých mediků a přírodozpytců. Během srbsko-turecké války koncem 70. let vstoupil do srbské armády a sloužil coby polní lékař na pozici ředitele všeobecné vojenské nemocnice v Niši. Byl mu pak udělen srbský Řád svatého Sávy. Roku 1882 získal titul doktora lékařství a od roku 1887 po vystoupení ze srbské armády působil jako praktický, později železniční, lékař v Klatovech. Byl aktivní ve veřejném a politickém životě. Od roku 1892 byl členem obecního zastupitelstva v rodných Klatovech, od roku 1898 pak až do své smrti zastával funkci starosty města. Coby starosta se zasadil o zřízení městského vodovodu, projekt kanalizace, regulaci vodních toků a vznik městských jatek. Za jeho úřadování byl založen městský park Na Hůrce, zavedeno elektrické osvětlení a postaveny nové budovy měšťanské školy a městské spořitelny.
Počátkem 20. století se zapojil i do zemské politiky. Ve volbách v roce 1901 byl zvolen do Českého zemského sněmu v kurii městské (volební obvod Klatovy, Domažlice). Politicky se uvádí coby člen mladočeské strany. Mandát obhájil ve volbách v roce 1908.
Zemřel v dubnu 1912 po prodělané operaci, která zpočátku vypadala úspěšně, ale po které byl stižen záchvatem mrtvice. Pohřben byl na hřbitově v Klatovech.